# NGC 311

NGC 311

NGC 311 هي مجرة تتبع كوكبة الحوت. اكتشفها جون هيرشل في 15 سبتمبر 1828.

## روابط خارجية
- NGC 311 على موقع ويكي سكاي: DSS2, SDSS, GALEX, IRAS, Hydrogen α, X-Ray, Astrophoto, Sky Map, Articles and images